# Estação Sadovaia
Sadovaia (em russo:  Садовая) é uma das estações da linha Frunzensko-Primorskaia (Linha 5) do metro de São Petersburgo, na Rússia. Estação «Sadovaia» está localizada entre as estações «Sportivnaia» (ao norte) e «Zvenigorodskaia» (ao sul).